# Graptodytes pictus
Graptodytes pictus är en skalbaggsart som först beskrevs av Fabricius 1787.  Graptodytes pictus ingår i släktet Graptodytes och familjen dykare. Arten är reproducerande i Sverige. Inga underarter finns listade i Catalogue of Life.

## Bildgalleri

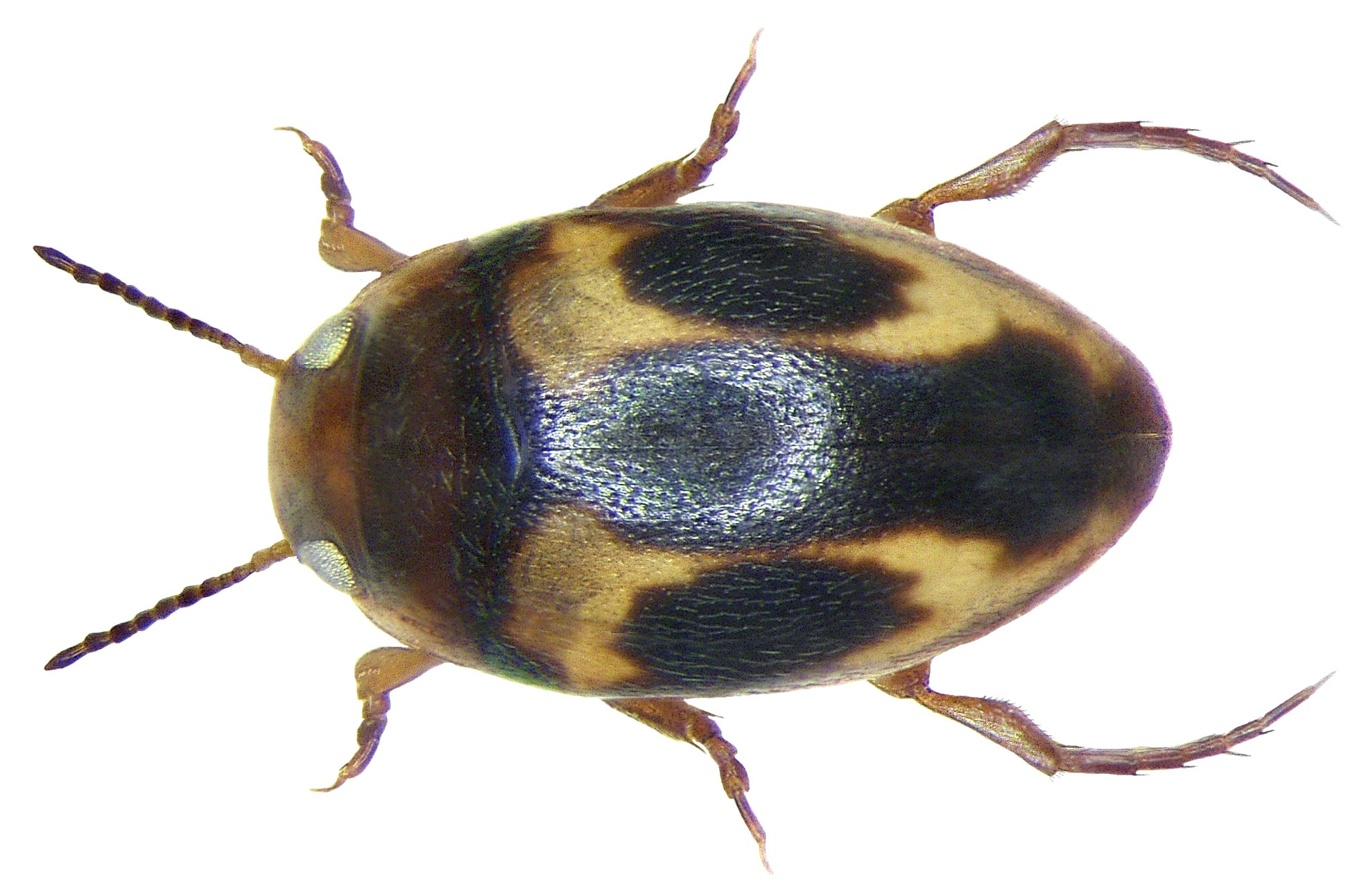
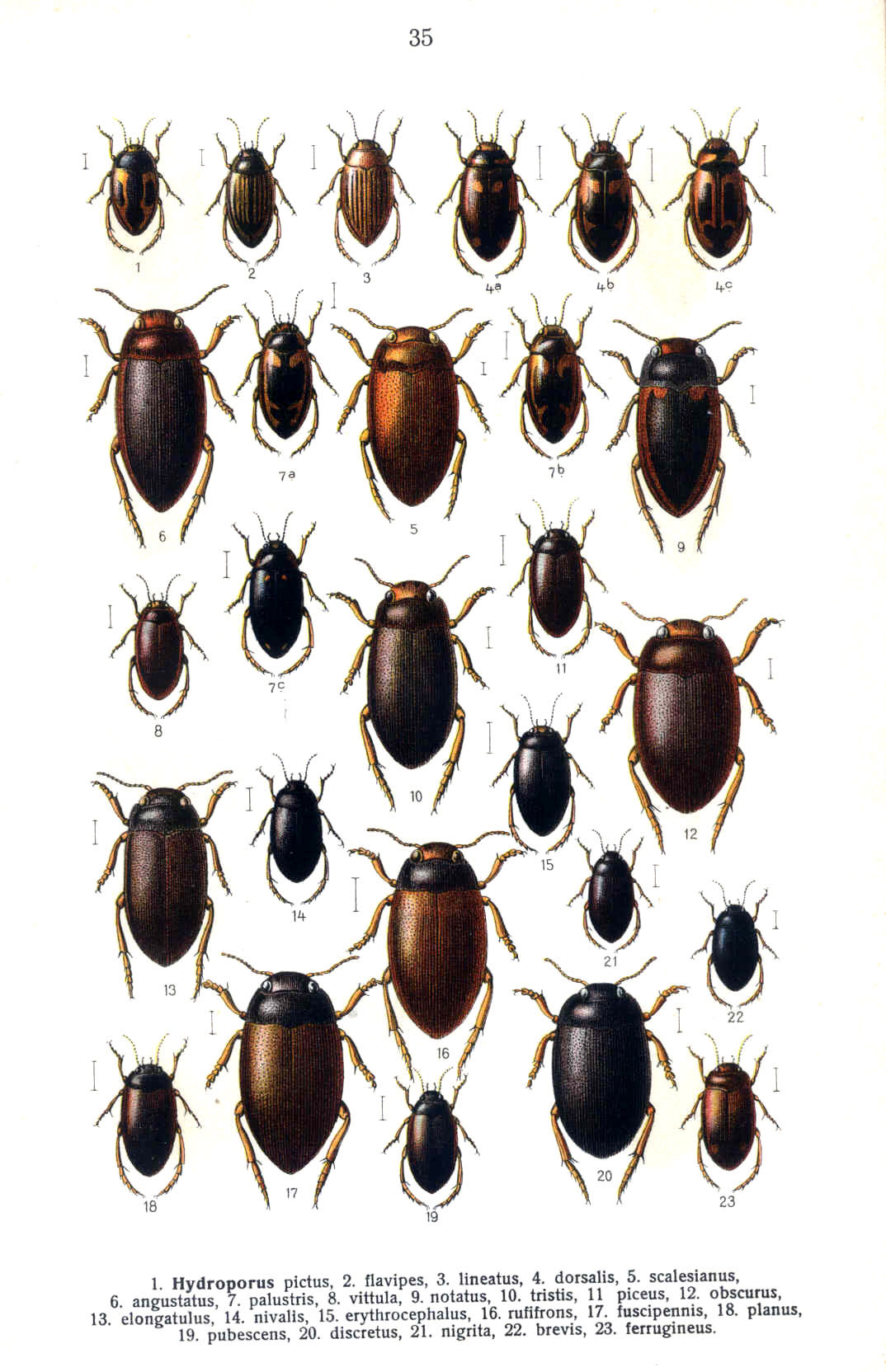
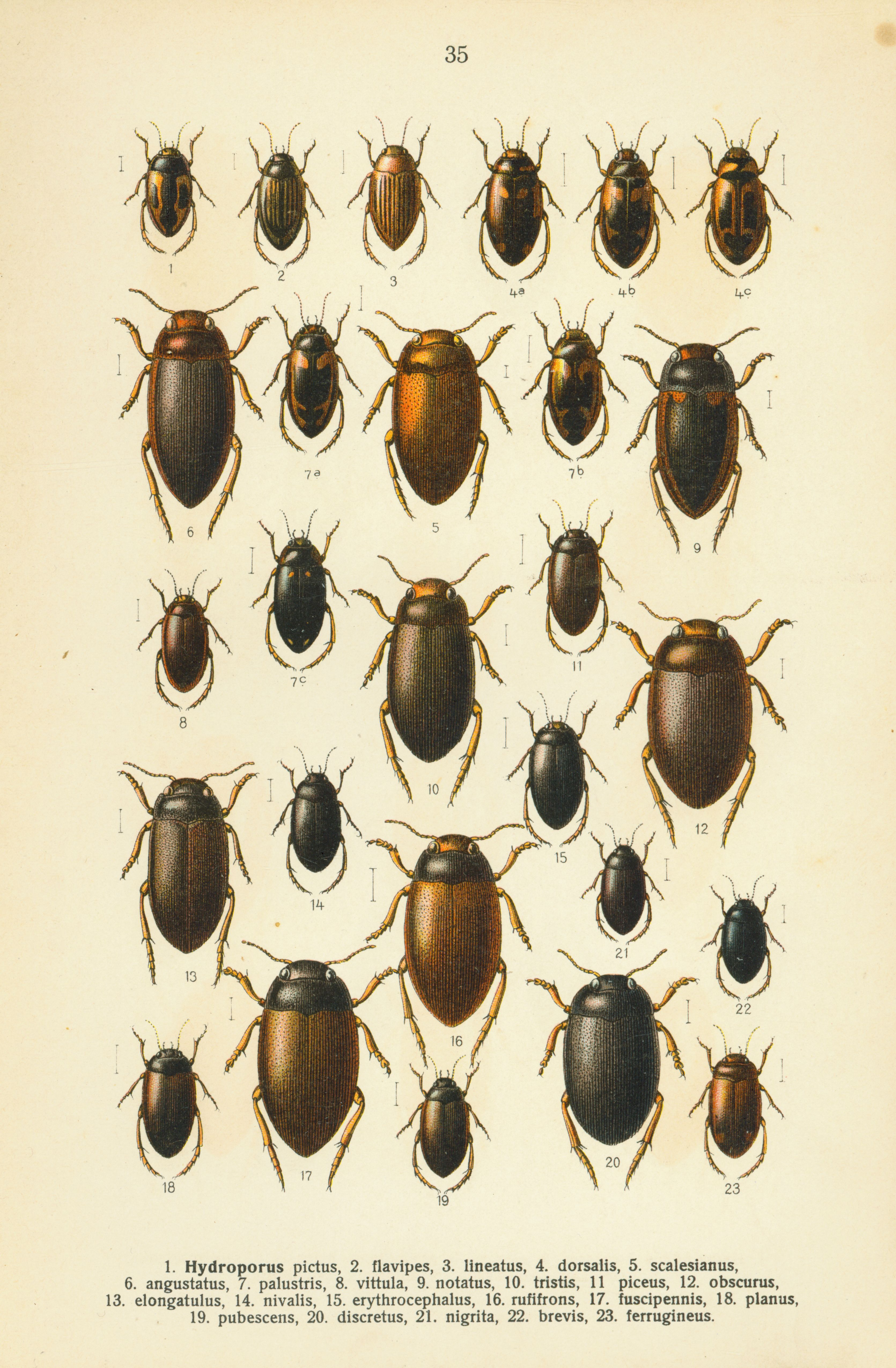